# Buck Rogers (serie televisiva 1950)
Buck Rogers è una Serie televisiva prodotta negli Stati Uniti nel 1950. Il soggetto si basa sulla striscia di fumetti creata nel 1929 da Dick Calkins che ha come protagonista l'omonimo personaggio inventato dallo scrittore Philip Francis Nowlan.
Sullo stesso soggetto era già stata creata una serie cinematografica nel 1939, anch'essa inedita in italiano.
La prima versione di Buck Rogers apparsa in televisione debuttò sulla ABC il 15 aprile 1950 e durò fino al 30 gennaio 1951. Vennero prodotti un totale di 36 episodi in bianco e nero in tutto (consentendo una pausa estiva di 2 mesi).
La sua fascia oraria di trasmissione inizialmente era il sabato alle 18:00 e ogni episodio durava 30 minuti. Il programma è stato successivamente riprogrammato a martedì alle 19:00, dove si è svolto contro il popolare Texaco Star Theatre ospitato da Milton Berle. Lo show è stato sponsorizzato dalle barrette di cioccolato Peter Paul.

## Produzione
I produttori stavano cercando di emulare il successo di Capitan Video and His Video Rangers, ma la serie probabilmente fallì a causa del suo budget minuscolo. La decisione di mettere lo spettacolo in una pausa estiva per quasi due mesi ha anche minato gli sforzi per creare una base di fans.
Ci sono state numerose modifiche al cast durante la breve durata della serie. Tre attori hanno interpretato Buck Rogers nella serie: Earl Hammond (che ha interpretato il ruolo di Buck molto brevemente), Kem Dibbs (la cui ultima apparizione nel ruolo è stata trasmessa il 3 giugno) e Robert Pastene (la cui prima apparizione nel ruolo è stata trasmessa a giugno 10). Lo spettacolo apparentemente è andato in pausa estiva dal 7 luglio circa fino alla fine di agosto, probabilmente riapparendo di nuovo in onda intorno al Labor Day con Robert Pastene ancora nel ruolo principale. (Kem Dibbs ha continuato ad avere una lunga carriera di attore nel cinema e in televisione.)

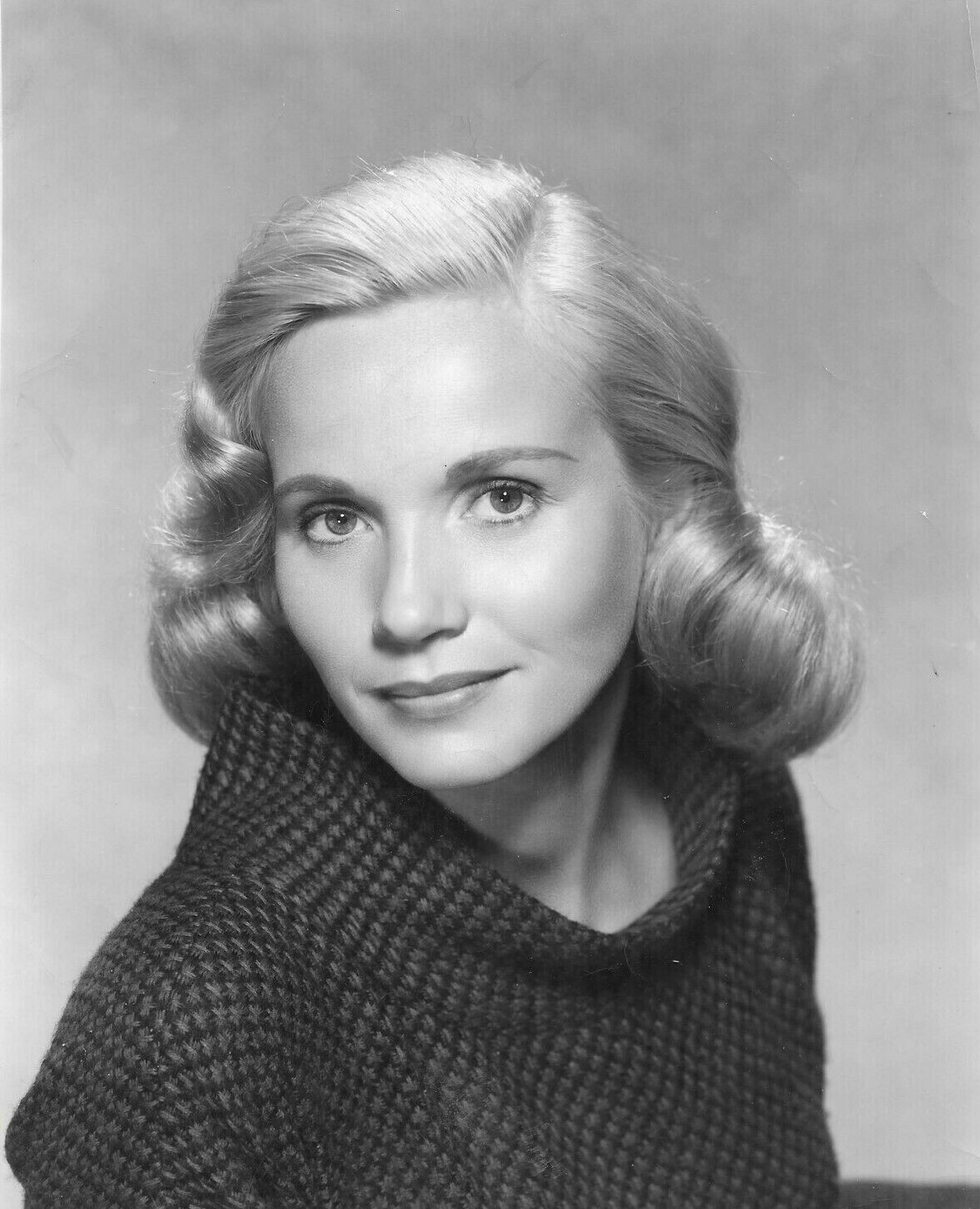
Eva Marie Saint interpreta Wilma Deering

Due attrici hanno interpretato Wilma Deering: Eva Marie Saint e Lou Prentis. Due attori avrebbero anche interpretato il dottor Huer: Harry Southern e Sanford Bickart. Black Barney Wade è stato interpretato da Harry Kingston.
La serie è stata diretta da Babette Henry, scritta da Gene Wyckoff e prodotta da Joe Cates e Babette Henry. La serie è stata trasmessa in diretta dalla stazione WENR-TV, l'affiliata della ABC a Chicago. 
La serie veniva trasmessa in diretta e per questo è rimasto solo un episodio registrato su nastro con Vidigrafo direttamente dalla tv; questa puntata è andata in onda il 19 Dicembre 1950 con il titolo "Ghost in the House". Tutti gli altri episodi sono al momento considerati persi. 

## Trama
La trama era molto fedele al romanzo originale di Philip Francis Nowlan, sebbene nella serie TV del 1950 Buck Rogers si ritrovi nell'anno 2430. Usando come base un laboratorio segreto in una grotta dietro le Cascate del Niagara (la città di Niagara era ora il capitale del mondo), Buck combatte i 'piantagrane intergalattici'.
A causa del budget limitato, la maggior parte degli episodi si è svolta principalmente nel laboratorio segreto.